# Hans Rosbaud
Hans Rosbaud (Graz, 22 de julho de 1895 - 29 de dezembro de 1962) foi um maestro austríaco, particularmente associado com a música do século XX.

## Biografia
Estudou, quando jovem, no Conservatório Hoch em Frankfurt, sob os ensinamentos de Bernhard Sekles em composição e Alfred Hoehn em piano.
O primeiro posto profissional de Rosbaud aconteceu em 1921, quando se tornou o diretor musical da Escola de Música da cidade, incluindo concertos sinfônicos municipais. Ele tornou-se o primeiro maestro chefe da Orquestra Sinfônica Rundfunk Hessicher de Frankfurt em 1928. Durante as décadas de 1920 e 1930, Rosbaud apresentou estreias de obras de Arnold Schoenberg e Béla Bartók. Durante a era nazista, sua liberdade musical foi restrita. Em 1937, tornou-se o diretor musical da cidade de Münster. Em 1941, tomou a posição de diretor musical da Orquestra Filarmônica de Estrasburgo.
Em 1945, Rosbaud foi nomeado diretor musical da Orquestra Filarmônica de Munique pelas autoridades de ocupação dos Estados Unidos. Em 1948, o contrato dele com a orquestra sofreu um lapso, pois as forças de ocupação queriam que a orquestra tivesse um repertório conservadorista. Neste período Rosbaud tornou-se o diretor musical da Orquestra da Rádio Alemã do Sudoeste em Baden-Baden, onde permaneceu até sua morte, em 29 de dezembro de 1962.

## Gravações de vinil
Embora Hans Rosbaud tenha realizado muitas gravações de rádio ao longo de sua vida, bem como algumas produções comerciais, seu nome raramente apareceu em vinil (e depois em CDs). Quase todas as suas gravações vêm da era mono e só eram populares entre alguns conhecedores da época por causa de sua severidade muitas vezes intransigente. Além disso, as gravações das respectivas orquestras de rádio eram geralmente transmitidas apenas na respectiva área de transmissão e ocasionalmente trocadas na área do ARD, mas apenas algumas apareciam nas operadoras de som. Durante muito tempo, as rádios produziram exclusivamente em mono e não se interessaram pela estereofonia, que era uma novidade na época, devido aos rígidos requisitos de monocompatibilidade.
Há vários anos, no entanto, essas produções de rádio estão disponíveis em CD em uma forma bem remasterizada e causam grande espanto. Depois que a mania do estéreo hi-fi acabou, ficamos surpresos com o quão bem algumas gravações mono dos anos 50 e 60 foram controladas e como elas soam claras.
O repertório variado de Rosbaud é surpreendente, pois ele sempre foi considerado um especialista em música moderna, para seu desagrado. As gravações das sinfonias de Bruckner, em particular, surpreenderam o mundo da música. (Ele não pôde mais gravar a 1ª sinfonia devido a uma doença.)
Seu trabalho de desenvolvimento no bastante tranquilo Baden-Baden pode ser comparado ao desempenho de George Szell em Cleveland, que também era pouco conhecido na época.

## Trabalhos
- Trio de piano (novelas)
- Peça de concerto para tuba baixo e orquestra (1936)
- Peça de concerto para violino e orquestra (1918)
- Abertura de Waves of the Sea e Waves of Love (1916) de Grillparzer
- Seis canções para voz e piano
  - A noite de verão é crepúsculo
  - Meu amor, nós dirigimos juntos
  - Minha Zuleima adormecida
  - Era uma vez uma bandeira (pequena história)
  - convite para dormir
  - Saudações a você, fiel donzela
- Serenata para Trio de Cordas
- Tema com Variações para Quinteto de Sopros